# Establo Shibatayama

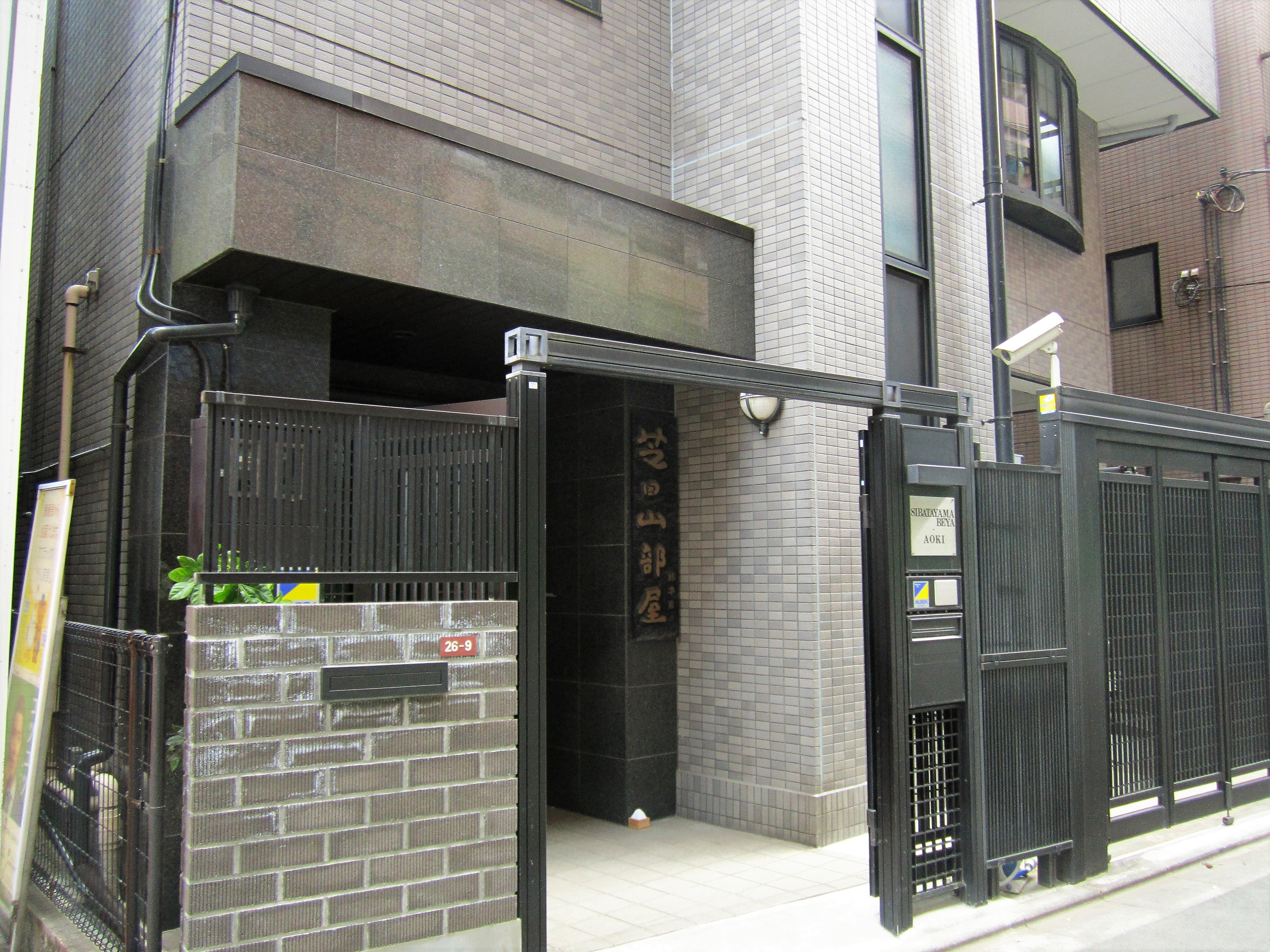
Entrada principal del Establo Shibatayama

El Establo Shibatayama (芝田山部屋, Shibatayama-beya) es un establo de entrenamiento de sumo profesional. El establecimiento forma parte del ichimon Nishonoseki. Fue fundado en 1999 por el ex yokozuna Ōnokuni. Actualmente se encuentra ubicado en el barrio especial de Suginami, siendo el único establo de sumo situado en el área oeste de la ciudad de Tokio para 2020.
El luchador mongol Daiyubu[ja] se convirtió en el primero del establo en obtener la promoción a la división jūryō en marzo de 2008, sin embargo, este soló participó en un torneo dentro de la división y luego se retiró del sumo en 2010 debido a circunstancias amargas, expresando luego en una demanda que este había sido forzado a retirarse en contra de su voluntad. En febrero de 2013, el establo absorbió al antiguo establo Hanaregoma tras el inminente retiro del maestro Hanaregoma (ex ōzeki Kaiketsu). Entre los luchadores transferidos estuvo otro mongol, Sakigake[ja], el cual estuvo clasificado en la división jūryō durante cinco torneos entre enero de 2014 y enero de 2015. En enero de 2020, Sakigake regresó al jūryō tras haber estado ausente durante 30 torneos.
En marzo de 2016, el maestro Shibatayama y el luchador Komanokuni recibieron una orden del Tribunal del Distrito de Tokio en la cual tenían que pagar ¥32,4 millones de yenes ($287.500 dólares estadounidenses) como indemnización a un exluchador, el cual, según el tribunal, recibió "abuso físico diario" desde que se incorporó al establo en 2008, teniendo que someterse a cuatro cirugías para intentar reparar un desprendimiento de retina, finalmente perdiendo la vista en un ojo en 2013. Shibatayama apeló el dictamen, y en noviembre de 2016 hubo una mediación en el tribunal, logrando llegar a un acuerdo confidencial. Para enero de 2023, el establo poseía un total de nueve luchadores.
Algo inusual del establo es que su dohyō de entrenamiento se encuentra ubicado en el sótano del recinto.
En junio de 2025, la Asociación Japonesa de Sumo despidió al gyōji del establo Shibatayama, Kimura Ginjirō, por desfalcar cerca de 20 millones de yenes del fondo de reserva del rikishi-kai (una asociación de luchadores compuesta por sekitori activos).

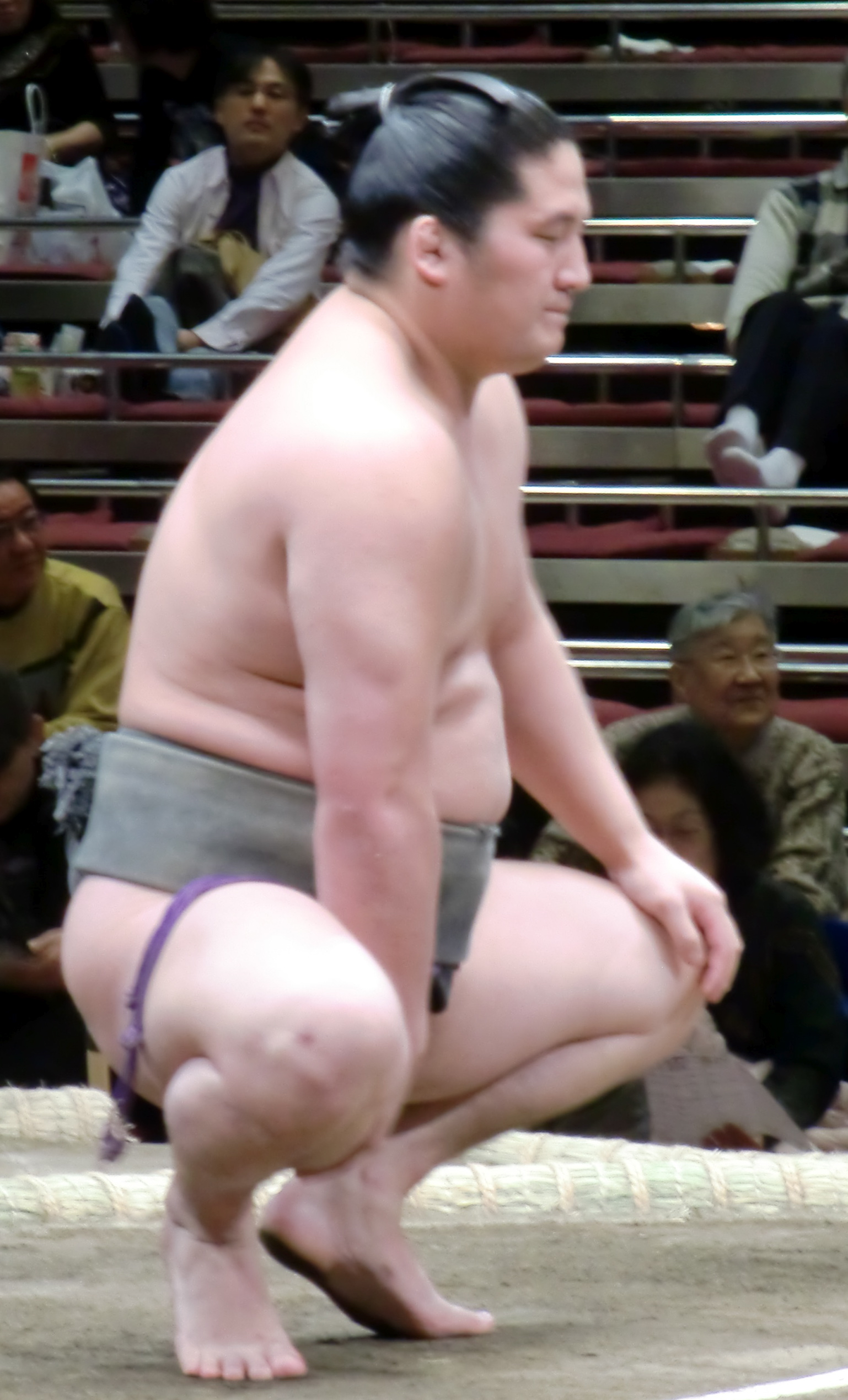
Daiyubu

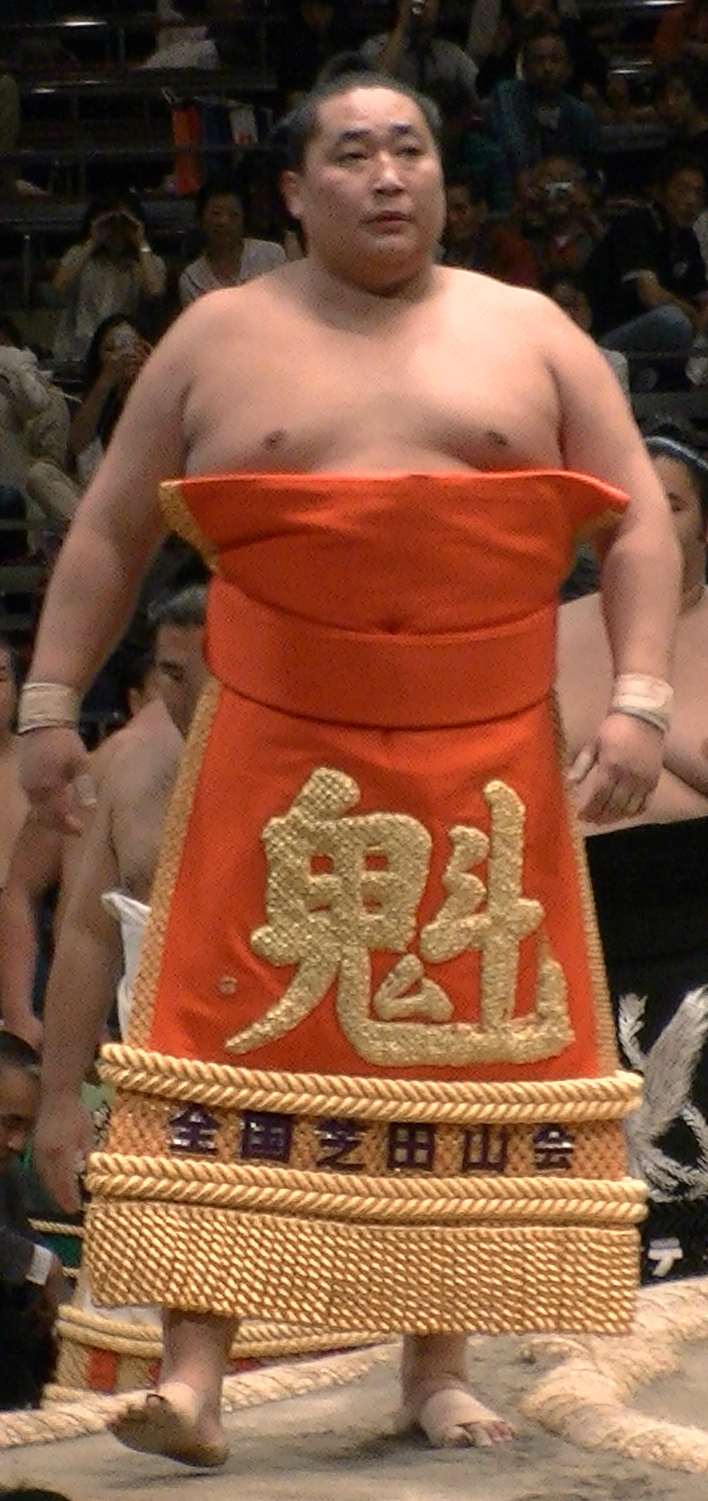
El mongol Sakigake fue el luchador de más rango en el establo hasta su retiro en 2022

## Nombres de ring
Varios luchadores de este establo adoptan nombres de ring o shikona con los caracteres 大 (léase como: " Ō" o "Dai") o 国 (léase como: "Kuni"), extraídos del nombre del maestro y fundador del establo, el ex yokozuna Ōnokuni. 

## Dueños
- 1999–presente: El décimo segundo (12°) Shibatayama (riji, el sexagésimo segundo (62°) yokozuna Ōnokuni)

## Luchadores activos destacados
- Ninguno

## Exluchadores destacados
- Sakigake[ja] (ex jūryō)
- Wakanoshima[ja] (ex jūryō)
- Daishōchi (ex makushita)

## Entrenadores
- Minezaki (san'yo, ex maegashira Misugiiso)

## Asistentes
- Hananokuni (wakaimonogashira, ex maegashira, de nombre real: Akihiro Noguchi)

## Gyōji
- Kimura Kichijirō (jūryō gyōji, de nombre real: Masahiro Nishino)

## Yobidashi
- Katsuyuki (fuku-tate-yobidashi, de nombre real: Katsuyuki Koyama)[4]
- Keisukei (jūryō yobidashi, de nombre real: Daisuke Nakano)

## Tokoyama
- Tokokado (tokoyama de primera clase)

## Ubicación y acceso
Takaido 2-26-9, barrio especial de Suginami, Tokio. A 2 minutos caminando desde la Estación Takaido (Línea Inokashira)